# Oasis de Liwa
El Oasis de Liwa (en árabe: وَاحَـة لِـيْـوَا , romanizado: Wāḥḥat Līwā) es una gran área de oasis en la región de Al Dhafra del Emirato de Abu Dhabi, Emiratos Árabes Unidos.
El oasis se encuentra a unos 97 km al sur de la costa del Golfo Pérsico y 150 km al suroeste de la ciudad de Abu Dhabi, en el extremo norte del desierto de Rub al Khali. Se centra alrededor de 23° 08′ N, 53° 46′ E y se extiende unos 100 km de este a oeste, a lo largo de un arco curvado hacia el norte. Se compone de unos 50 pueblos. El centro geográfico y económico del oasis es Muzayri`, donde la carretera de Abu Dhabi ingresa al oasis y luego se divide hacia el este (65 km hasta el pueblo más oriental, Mahdar Bin `Usayyan) y hacia el oeste (45 km al pueblo más occidental, `Aradah). Según el censo de población de 2005, la población era de 20.196 habitantes. Las aldeas del oasis son los asentamientos más al sur de Abu Dhabi y de los Emiratos Árabes Unidos. La frontera sur de Abu Dhabi con Arabia Saudita, que se extiende a una distancia de entre 16 y 35 km al Oasis, es una línea recta en el desierto de Rub al Khali, que está en gran parte deshabitada. Mahdar Bin `Usayyan es el pueblo más al sur de los Emiratos Árabes, y también el más oriental del oasis. Una moderna autopista de varios carriles conecta el área del oasis con la capital, Abu Dhabi.

## Economía
Una rama tradicional importante de la economía es la agricultura de dátiles. Hay un uso generalizado de riego por goteo e invernaderos. La importancia del turismo va en aumento. Hay varios hoteles en el área, incluido el hotel Liwa en Muzayri`, el hotel Tilal Liwa, la casa de descanso Liwa en el mismo pueblo y administrada por el gobierno de Abu Dhabi, y el resort Qasr Al Sarab. 
La cercana duna de Moreeb (22° 59′ N, 53° 47′ E), a 22 kilómetros al sur de Muzayri`, tiene 300 metros de altura y es una de las dunas más grandes del mundo. Atrae a la gente cada año durante el festival Liwa, con un gran número de visitantes internacionales y locales que vienen a ver los eventos offroad y las carreras de camellos.

## Historia
El oasis es el lugar de nacimiento de las familias gobernantes de Abu Dhabi y Dubái. En 1793, la familia gobernante Al Nahyan mudó su residencia de Liwa a la ciudad de Abu Dhabi.
Tradicionalmente, los hombres de Liwa (de la tribu Bani Yas) eran pescadores de perlas en la costa durante los meses de verano. La pesca de perlas ofrece una fuente adicional de ingresos.

## En la cultura popular
Al este del oasis, en el desierto de Rub al Khali, estaba el set de Star Wars: Episodio VII - El despertar de la Fuerza, usado para representar al planeta desértico Jakku.